# José Sartorio y Terol
José Sartorio y Terol (Cartagena, 2 de febrer de 1761 - Madrid, 30 de desembre de 1843) fou un marí i polític espanyol, ministre durant la minoria d'edat d'Isabel II d'Espanya.

## Biografia
Ingressà a la marina mercant en 1776 i el 1780 ingressà a l'Armada Espanyola amb el grau d'alferes de fragata. En 1781 fou destinat a l'arsenal de la Carraca i el 1783 ascendí a alferes de navili. En 1786 va participar en el rescat dels cabals del vaixell San Pedro Alcántara. En 1788 fou ascendit a tinent de fragata i en 1792 a tinent de navili. En 1793 participà en el setge de Toló i en 1795 fou destinat al Santísima Trinidad, amb el que va participar en la batalla del Cap de São Vicente (1797). Després fou destinat al Príncipe de Asturias i en 1805 novament al Santísima Trinidad, amb el que participà en la batalla de Trafalgar. Fou fet presoner pels anglesos, i quan fou alliberat fou ascendit a capità de navili.
Res més esclatar la guerra del francès (1808) es dirigí a l'arsenal de la Carraca des d'on va apressar l'esquadra francesa de François Rosilly. Fou destinat al port de Gijón fins que el 1810 fou capturat pels francesos. De 1813 a 1815 va dirigir el vaixell San Pedro Alcántara i el 1816 va ascendir a brigadier.
En 1820 fou enviat a Caracas a lluitar contra els insurgents hispanoamericans, però després del pronunciament de Rafael del Riego tornà a la Península. En 1826 fou nomenat comandant en cap dels creuers de la Península i en 1827 vocal de la Junta General de l'Armada. En 1829 va rebre la gran creu de l'Orde d'Isabel la Catòlica.
Entre agost i setembre de 1835 fou nomenat Ministre de Marina en el govern del Comte de Toreno. En 1836 fou ascendit a tinent general, però en 1840 deixà l'exèrcit per motius de salut. Tot i això, en febrer de 1843, uns mesos abans de morir, fou ascendit a capità general.